# アナ・イザベル・トレビーニョ・モラレス
アナ・イザベル・トレビーニョ・モラレス（スペイン語：Ana Isabel Treviño Morales、1968年 - ）は、メキシコの麻薬密売人、犯罪者。
メキシコで最も危険な麻薬カルテルとされている「ロス・セタス」の幹部にして「ノレエステ・カルテル」の創設者の一人である。